# Station Brezno
Station Brezno (Slowaaks: Železničná stanica Brezno) is het treinstation van de Slowaakse gemeente Brezno.

## Ligging

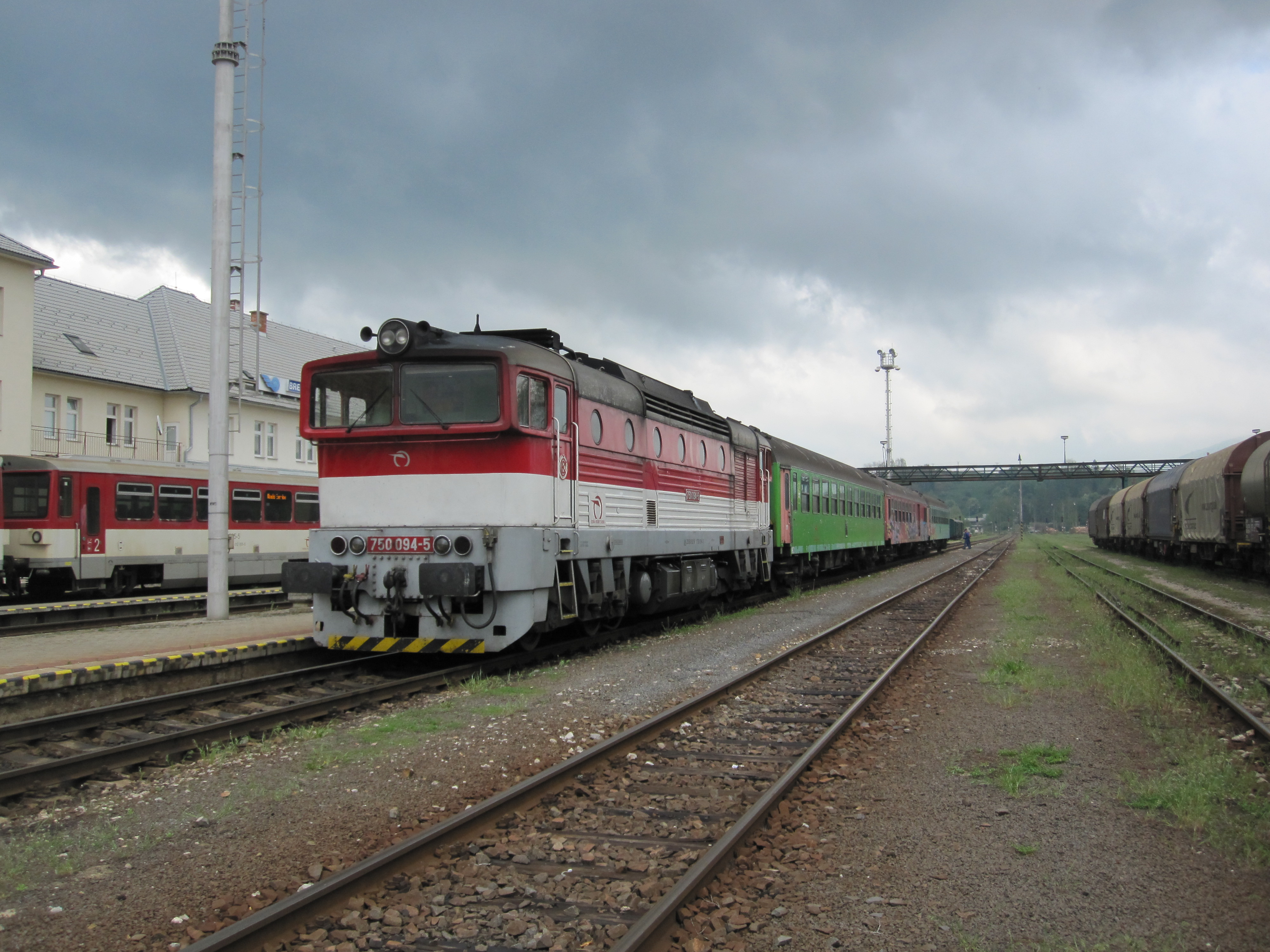
Zicht op de sporen en het perron (2012)

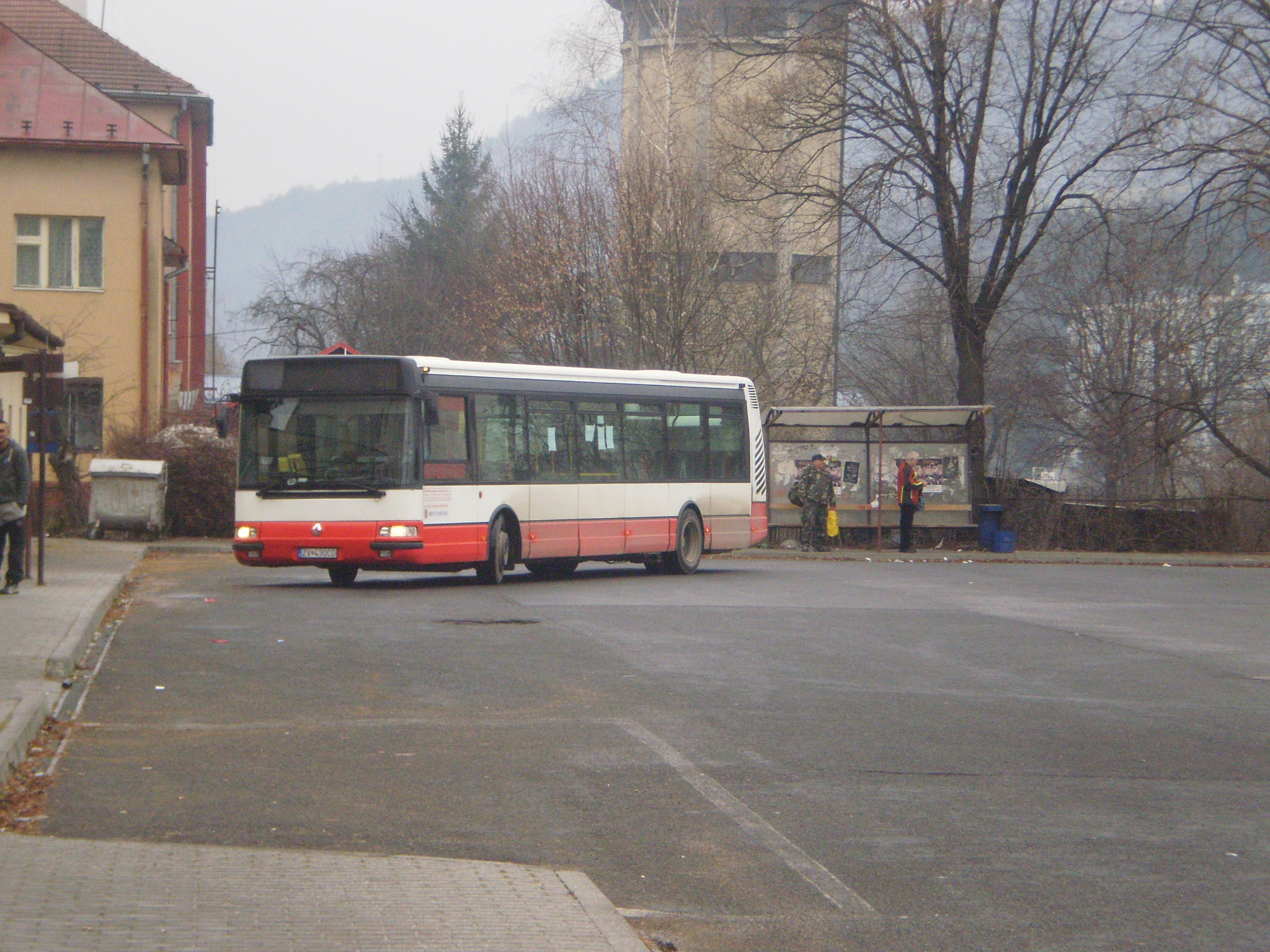
Autobushalte bij het station

Het station ligt in het centrum van Slowakije, aan de centrale dwarslijn, tussen Banská Bystrica en Červená Skala (lijn 172).
Brezno is tevens het beginpunt van lijn 174. Laatstgenoemde lijn vertakt er naar de zuidelijke gemeente Jesenské.
In Brezno ligt het station ten opzichte van het gemeentelijk centrum aan de zuidwestelijke kant. Vanuit het centrum is het bereikbaar via de straat «Fraňja Králá» waar men vervolgens de rivier Hron oversteekt, om verder te gaan via de straat «Železničná».

## Geschiedenis
Op 15 december 1895 werd lijn 172 vanuit Podbrezová 8,47 kilometer verlengd om Brezno te bereiken. Acht jaar later, op 28 november 1903, werd deze lijn in oostelijke richting uitgebreid en afgewerkt tot Červená Skala.
Sedert 1993 maakt het emplacement deel uit van het netwerk van de Slowaakse spoorwegen (ŽSR).

## Lijnen
Brezno wordt bediend door de volgende lijnen:
- lijn 172: Banská Bystrica – Červená Skala[1]
- lijn 174: Brezno – Jesenské.

## Treindienst
Anno 2025 rijden de volgende treinsoorten in station Brezno:
- lijn 172 - Banská Bystrica ↔ Brezno  ↔ Červená Skala: Os en Zr[2]
- lijn 174 - Brezno ↔ Jesenské: Os[3].

## Dienstverlening
- Anno 2025 is er een loket aanwezig voor informatie aan de passagiers, waar men zich binnenlandse en internationale reisdocumenten kan aanschaffen. Openingsuren: zie hierna de externe link: "ŽSSK - Loket - Openingsuren".
- Voor het regionaal vervoer is er een autobushalte nabij het station.

## Andere stations
- Brezno mesto ("stad")
- Brezno-Halny
- Brezno-Rohozná